# Mundare
Mundare est une ville (town) du Comté de Lamont, située dans la province canadienne d'Alberta.

## Démographie
En tant que localité désignée dans le recensement de 2011, Mundare a une population de 855 habitants dans 349 de ses 387 logements, soit une variation de 20.1% avec la population de 2006. Avec une superficie de 4,199 4 km2, la ville possède une densité de population de 203,600 5 hab/km2 en 2011.
Concernant le recensement de 2006, Mundare abritait 712 habitants dans 298 de ses 305 logements. Avec une superficie de 3,000 8 km2, la ville possédait une densité de population de 237,3 hab/km2 en 2006.
| 2001 | 2006 | 2011 | 2016 |
| ---- | ---- | ---- | ---- |
| 658  | 712  | 855  | 852  |

## personnalités liées à Mundare
- Albert Bandura, psychologue